# Novello da San Lucano
Novello da San Lucano (San Lucano, 1435 circa – Alba Iulia, 1516) è stato un architetto e compositore italiano, attivo principalmente a Napoli. Fu uno dei primi protagonisti dell'architettura rinascimentale al sud.

## Biografia
Le notizie biografiche dell'architetto sono sconosciute, ma nacque molto probabilmente a San Lucano, feudo dei Sanseverino nel Giustizierato di Basilicata, nel Regno di Napoli.
Venne ordinato frate e fu anche, come documenta il De Dominici, allievo di Angelo Aniello Fiore e completò la sua formazione con lo studio delle architetture antiche di Roma.
Fu principalmente attivo presso la corte dei Sanseverino, principi di Salerno.
Gli sono stati attribuiti la costruzione del campanile della Chiesa di San Giovanni in Parco a Mercato San Severino (nel salernitano), e il restauro della Chiesa di San Domenico Maggiore a Napoli.

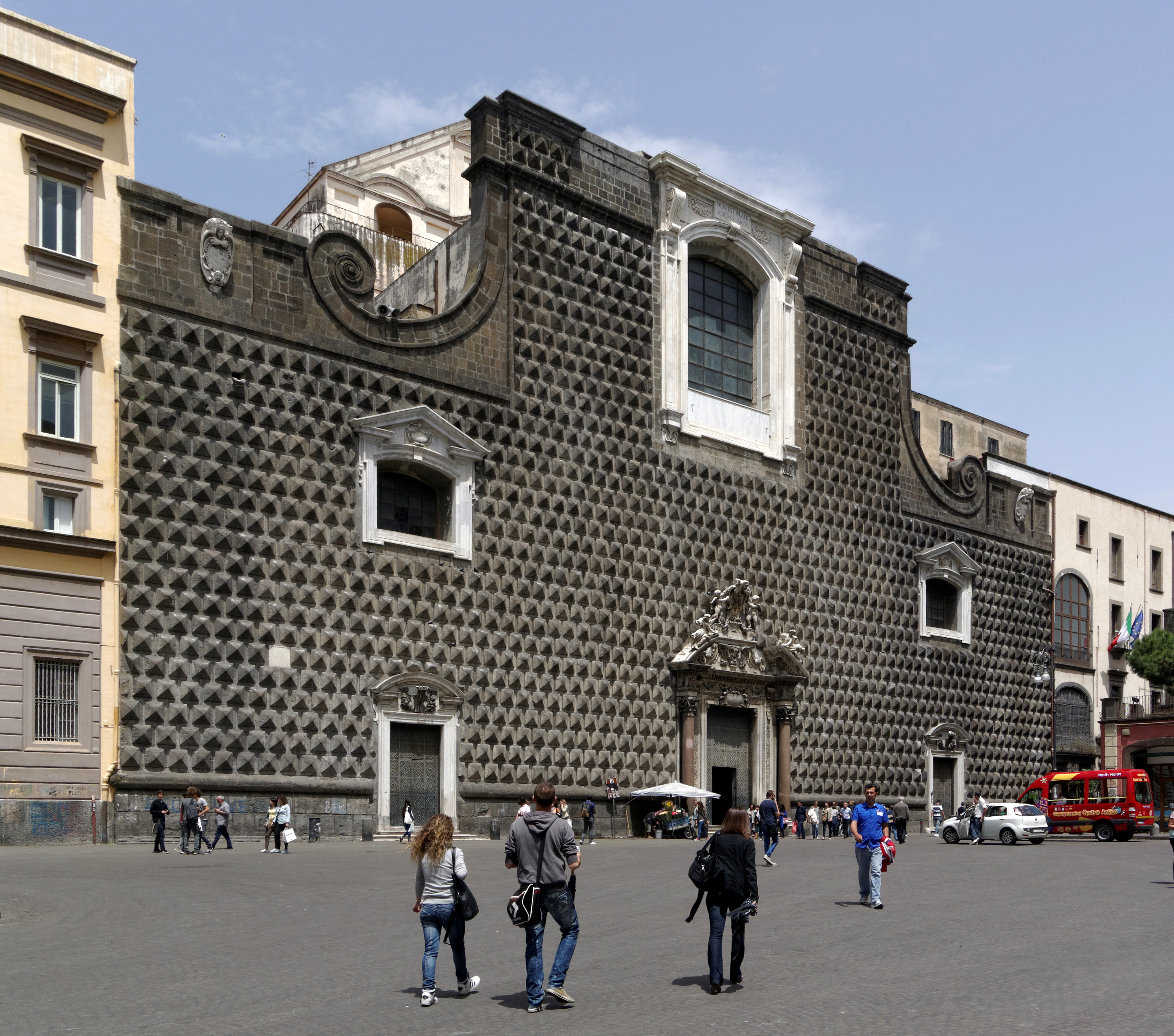
La facciata del palazzo Sanseverino da piazza del Gesù.

L'opera più nota è il palazzo Palazzo Sanseverino che venne edificato nel 1470 su commissione di Roberto Sanseverino, principe di Salerno, come recita la lapide apposta sulla parte sinistra della facciata:
L'innovazione apportata dal San Lucano è quella di aver utilizzato un paramento in piperno bugnato a punta di diamante, che dona alla composizione della facciata una certa armonia di luci e ombre offrendo una sensazione di imponenza. La tecnica della punta di diamante fu applicata ventitré anni dopo da Biagio Rossetti nel Palazzo dei Diamanti a Ferrara. Anche Gabriele d'Agnolo utilizza la punta di diamante in tufo grigio nel Palazzo dei Tufi a Lauro ispirandosi ampiamente al palazzo dei principi di Salerno.
Novello da San Lucano fu anche compositore di musica gregoriana, infatti sulla facciata del Palazzo San Severino le lettere incise sul piperno sarebbero note musicali riportate in aramaico, una tradizione medievale e del primo rinascimento. La composizione non è lineare, ma ha un andamento spiraliforme. Del San Lucano sono state ritrovate ad Eger diverse composizioni antifone.